# Liste des espèces de Droséra
Les droseras sont des plantes carnivores de la famille des Droséracées et du genre Drosera.

## Sous-genreDrosera

### SectionArachnopus
| Drosera hartmeyerorum | Drosera indica |

### SectionArcturi
Drosera arcturi

### SectionDrosera

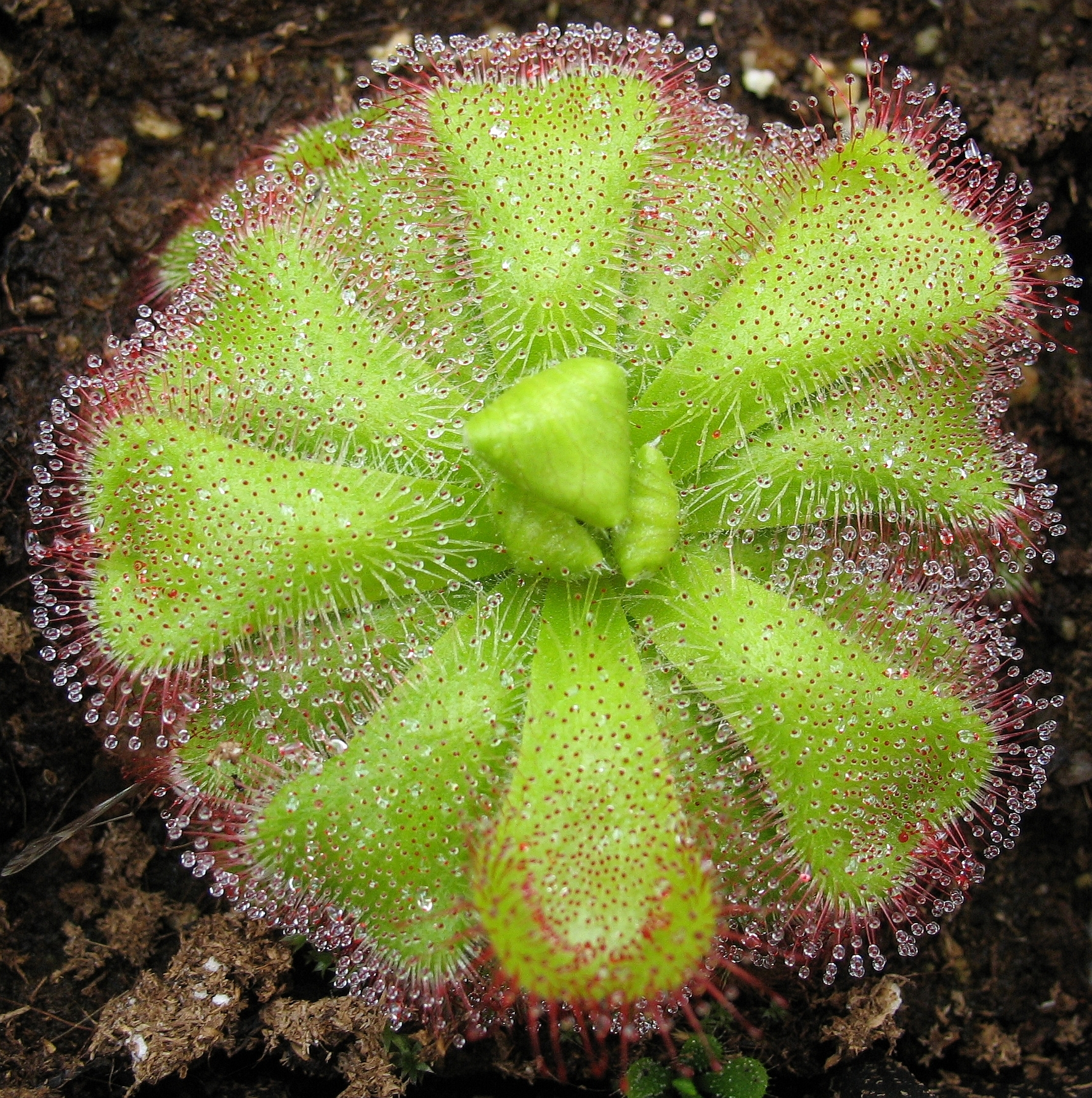
D. cuneifolia

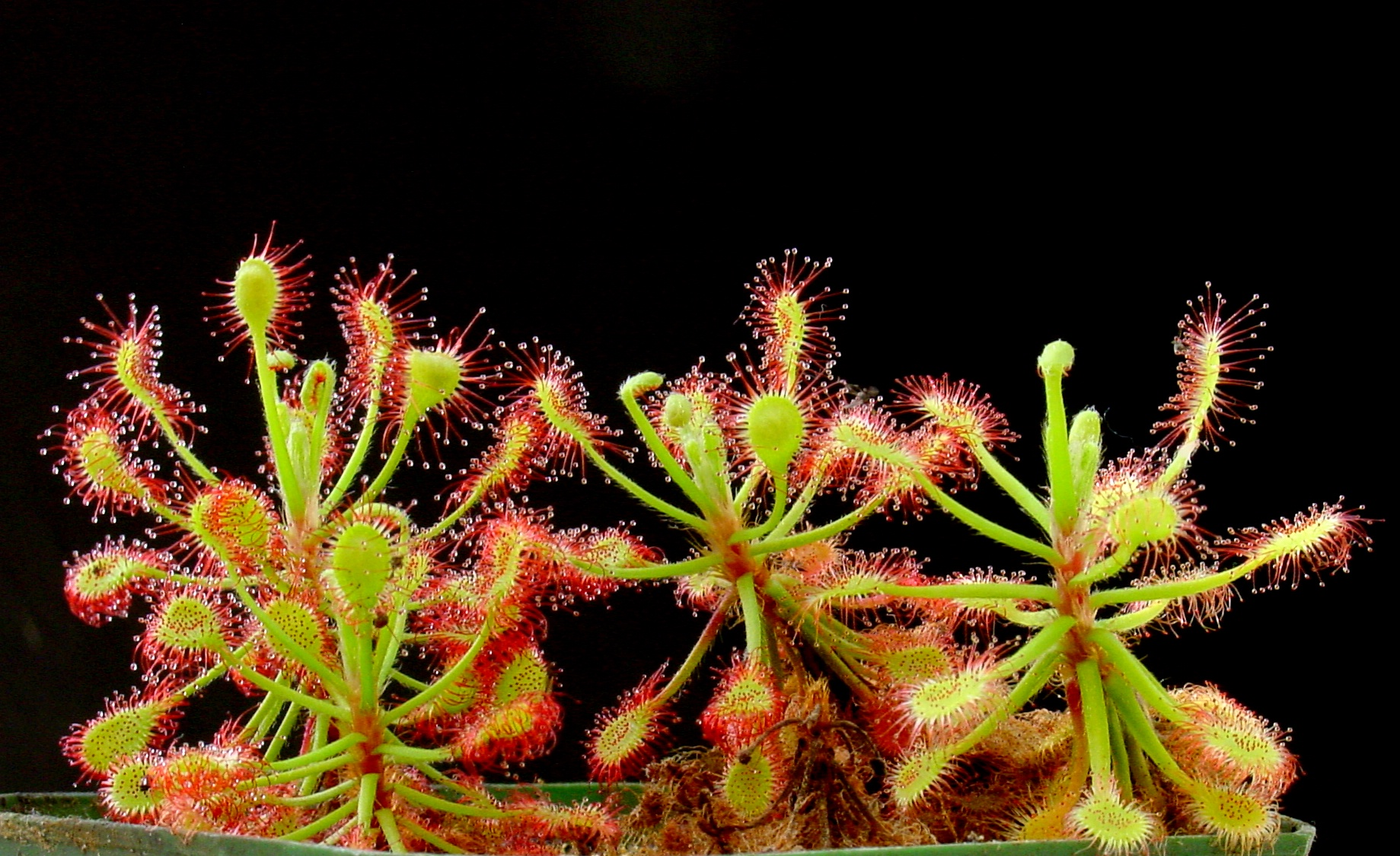
D. madagascariensis

| Drosera affinis          | Drosera alba         | Drosera aliciae        |
| Drosera anglica          | Drosera arenicola    | Drosera bequaertii     |
| Drosera biflora          | Drosera brevifolia   | Drosera burkeana       |
| Drosera capensis         | Drosera capillaris   | Drosera cayennensis    |
| Drosera cendeensis       | Drosera chrysolepis  | Drosera collinsiae     |
| Drosera colombiana       | Drosera communis     | Drosera cuneifolia     |
| Drosera dielsiana        | Drosera elongata     | Drosera esmeraldae     |
| Drosera felix            | Drosera filiformis   | Drosera glabripes      |
| Drosera graminifolia     | Drosera granstaui    | Drosera graomogolensis |
| Drosera hamiltonii       | Drosera hilaris      | Drosera hirtella       |
| Drosera hirticalyx       | Drosera humbertii    | Drosera intermedia     |
| Drosera kaieteurensis    | Drosera katangensis  | Drosera linearis       |
| Drosera madagascariensis | Drosera montana      | Drosera natalensis     |
| Drosera neocaledonica    | Drosera nidiformis   | Drosera oblanceolata   |
| Drosera panamensis       | Drosera pilosa       | Drosera ramentacea     |
| Drosera roraimae         | Drosera rotundifolia | Drosera slackii        |
| Drosera solaris          | Drosera spatulata    | Drosera stenopetala    |
| Drosera uniflora         | Drosera venusta      | Drosera villosa        |
| Drosera viridis          | Drosera yutajensis   |                        |

### SectionBryastrum

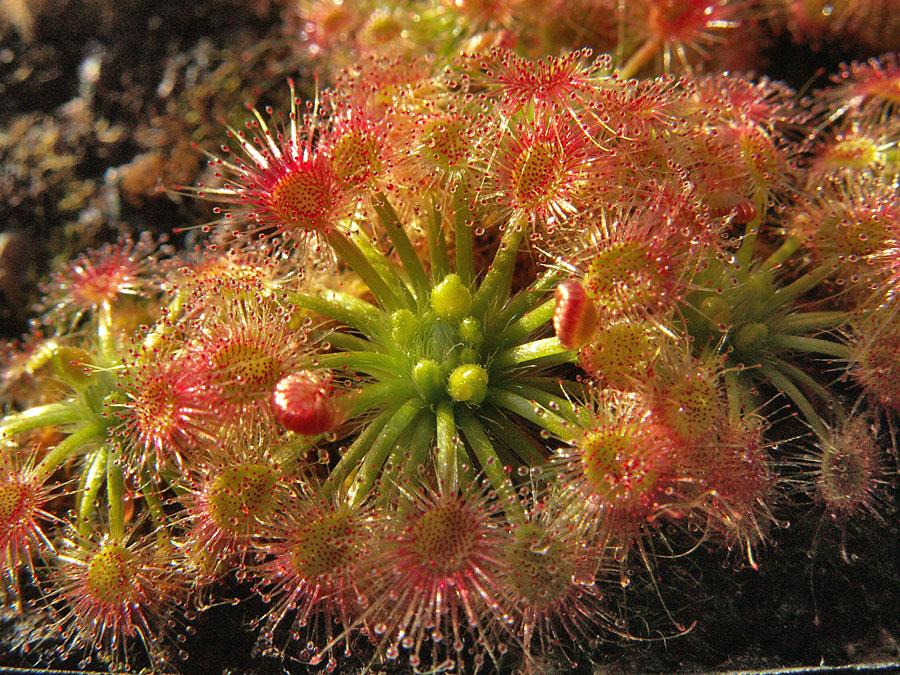
D. pulchella

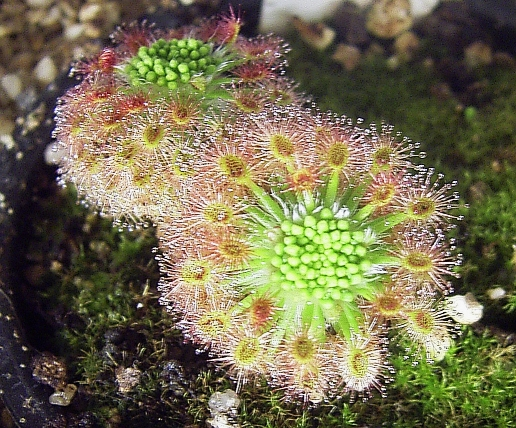
D. roseana

| Drosera allantostigma  | Drosera androsacea   | Drosera barbigera     |
| Drosera bryastrum      | Drosera callistos    | Drosera citrina       |
| Drosera closterostigma | Drosera dichrosepala | Drosera echinoblastus |
| Drosera enneaba        | Drosera enodes       | Drosera grievei       |
| Drosera helodes        | Drosera hyperostigma | Drosera lasiantha     |
| Drosera leucoblasta    | Drosera leucostigma  | Drosera mannii        |
| Drosera microscapa     | Drosera miniata      | Drosera nitidula      |
| Drosera nivea          | Drosera occidentalis | Drosera omissa        |
| Drosera oreopodion     | Drosera paleacea     | Drosera parvula       |
| Drosera patens         | Drosera pedicellaris | Drosera platystigma   |
| Drosera pulchella      | Drosera pycnoblasta  | Drosera pygmaea       |
| Drosera rechingeri     | Drosera roseana      | Drosera sargentii     |
| Drosera scorpioides    | Drosera sewelliae    | Drosera silvicola     |
| Drosera spilos         | Drosera stelliflora  | Drosera walyunga      |

### SectionCoelophylla
Drosera glanduligera

### SectionLasiocephala

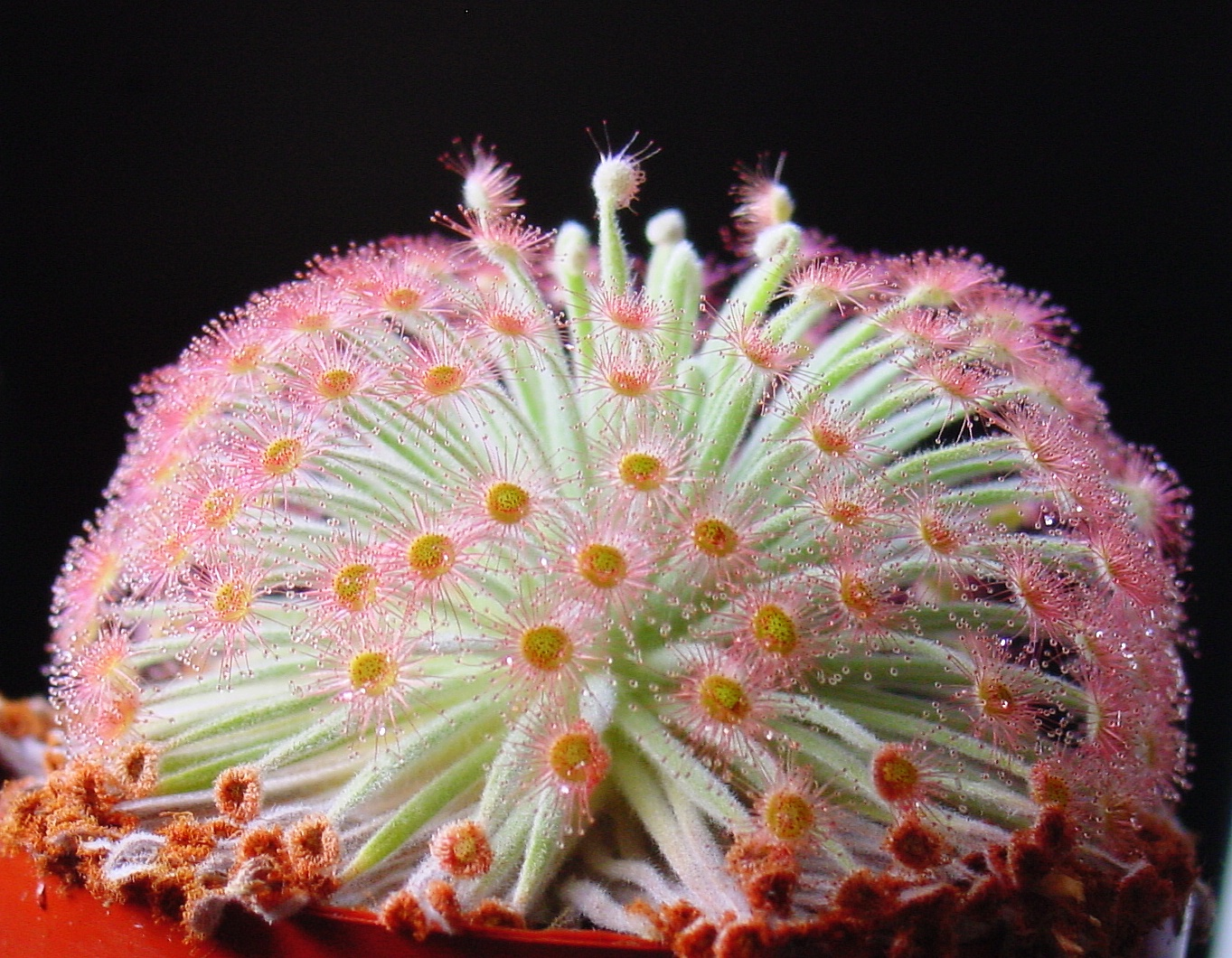
D. derbyensis

| Drosera banksii              | Drosera brevicornis | Drosera broomensis |
| Drosera caduca               | Drosera darwinensis | Drosera derbyensis |
| Drosera dilatatio-petiolaris | Drosera falconeri   | Drosera fulva      |
| Drosera kenneallyi           | Drosera lanata      | Drosera ordensis   |
| Drosera paradoxa             | Drosera petiolaris  |                    |

### SectionMeristocaules
Drosera meristocaulis

### SectionPhycopsis
Drosera binata

### SectionProlifera
| Drosera adelae | Drosera prolifera | Drosera schizandra |

### SectionPtycnostigma
| Drosera acaulis | Drosera cistiflora | Drosera pauciflora |

### SectionThelocalyx

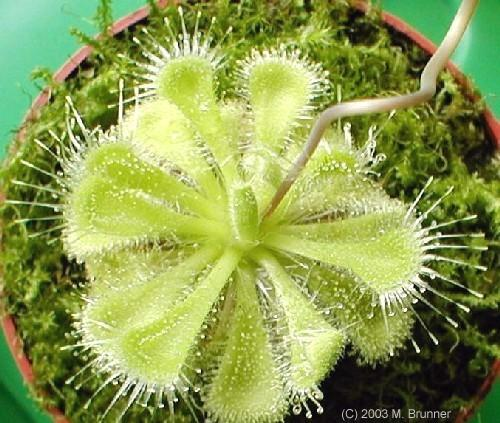
D. burmannii

| Drosera burmannii | Drosera sessilifolia |  |

## Sous-genreErgaleium

### SectionErgaleium

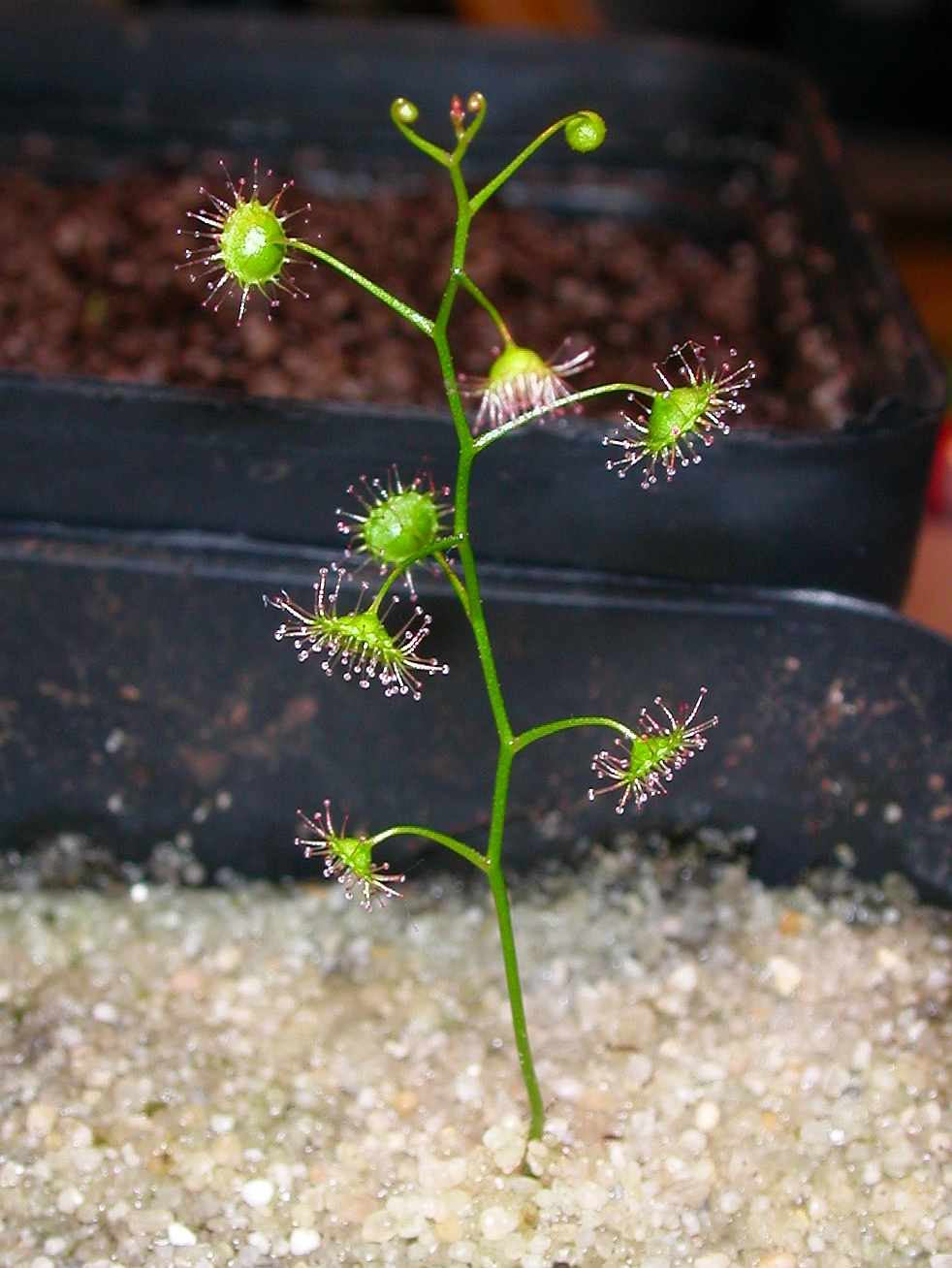
D. menziesii

| Drosera andersoniana  | Drosera bicolor     | Drosera bulbigena   |
| Drosera erythrogyne   | Drosera gigantea    | Drosera graniticola |
| Drosera heterophylla  | Drosera huegelii    | Drosera intricata   |
| Drosera macrantha     | Drosera marchantii  | Drosera menziesii   |
| Drosera microphylla   | Drosera modesta     | Drosera moorei      |
| Drosera myriantha     | Drosera neesii      | Drosera pallida     |
| Drosera peltata       | Drosera radicans    | Drosera salina      |
| Drosera stricticaulis | Drosera subhirtella | Drosera subtilis    |
| Drosera sulphurea     | Drosera zigzagia    |                     |

### SectionErythrorhiza

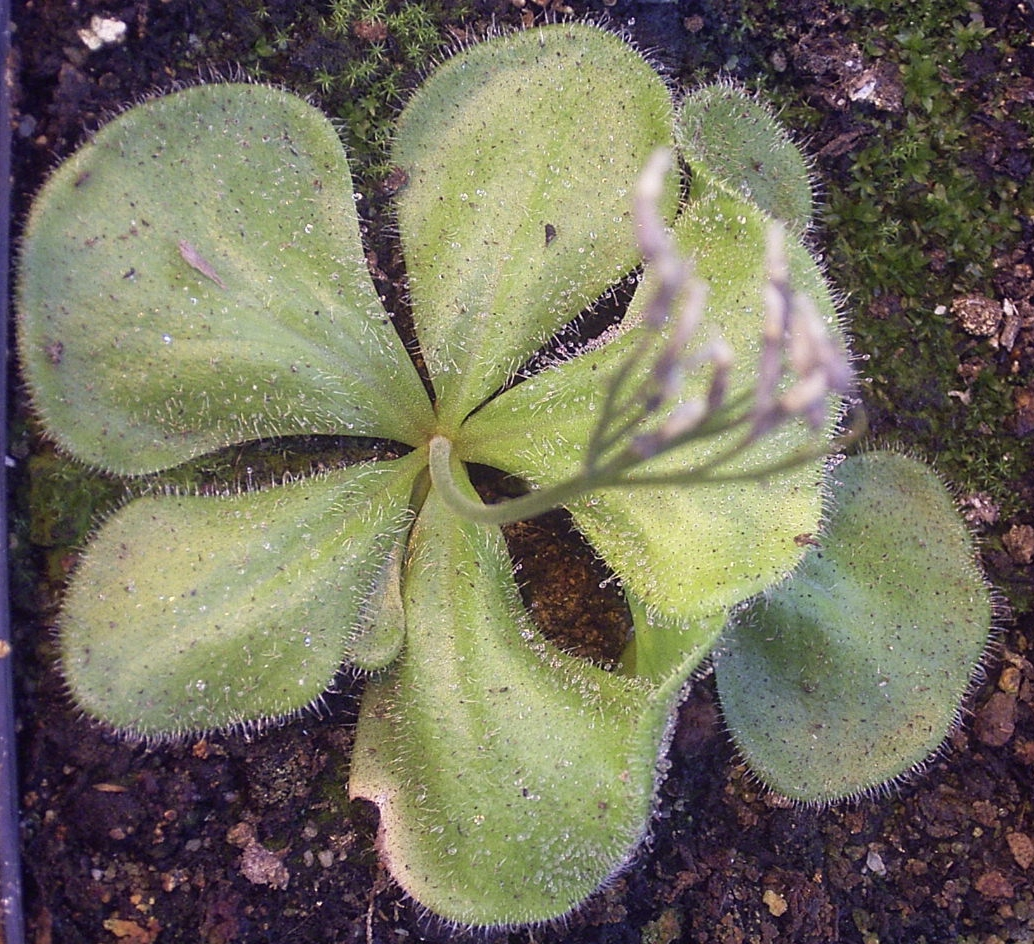
D. erythrorhiza

| Drosera aberrans     | Drosera browniana | Drosera bulbosa          |
| Drosera erythrorhiza | Drosera lowriei   | Drosera macrophylla      |
| Drosera orbiculata   | Drosera praefolia | Drosera prostratoscaposa |
| Drosera rosulata     | Drosera schmutzii | Drosera tubaestylis      |
| Drosera whittakeri   | Drosera zonaria   |                          |

### SectionStolonifera

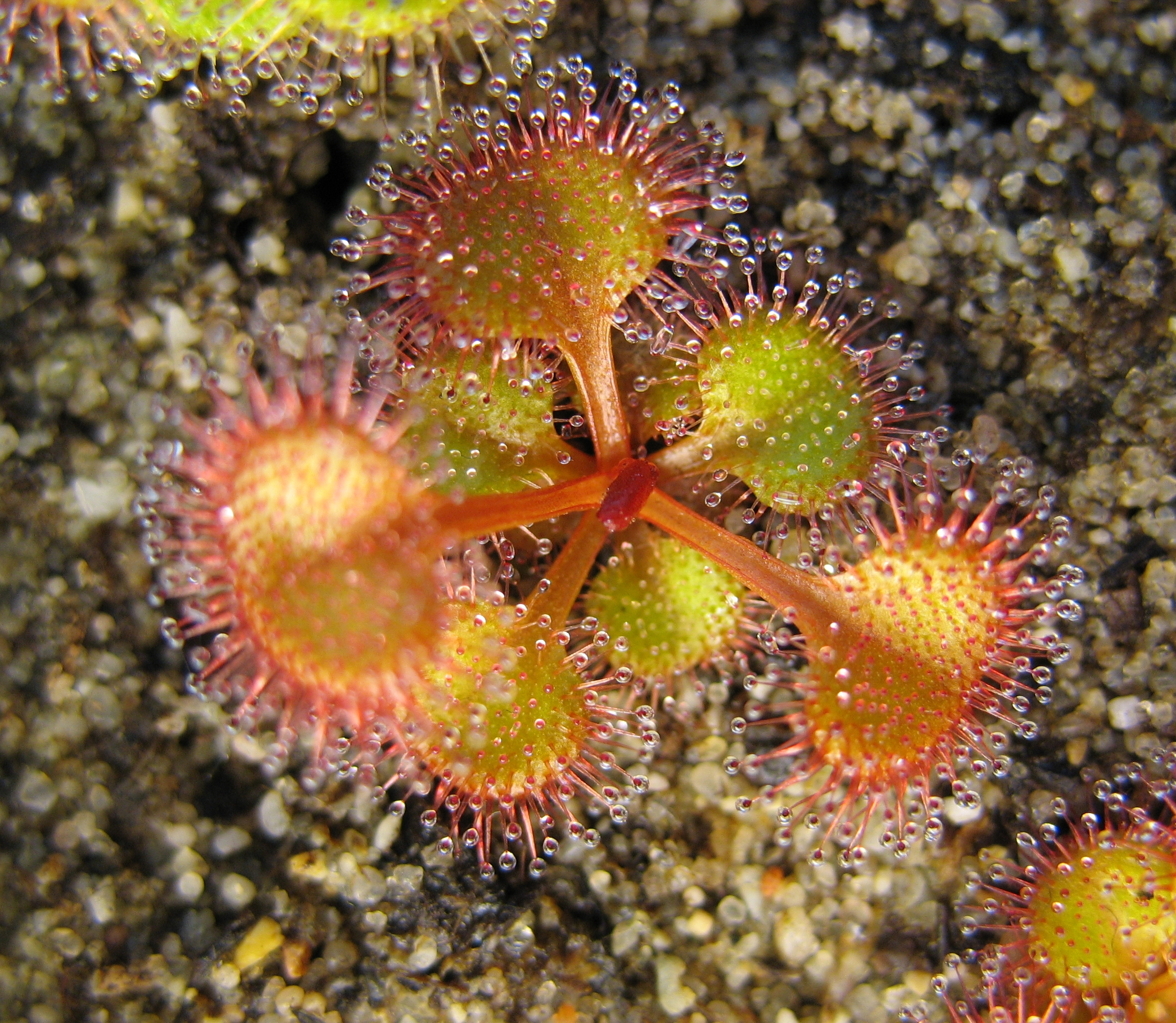
Drosera rupicola

| Drosera fimbriata | Drosera platypoda    | Drosera ramellosa   |
| Drosera humilis   | Drosera porrecta     | Drosera rupicola    |
| Drosera prostrata | Drosera purpurascens | Drosera stolonifera |

## Sous-genreRegiae

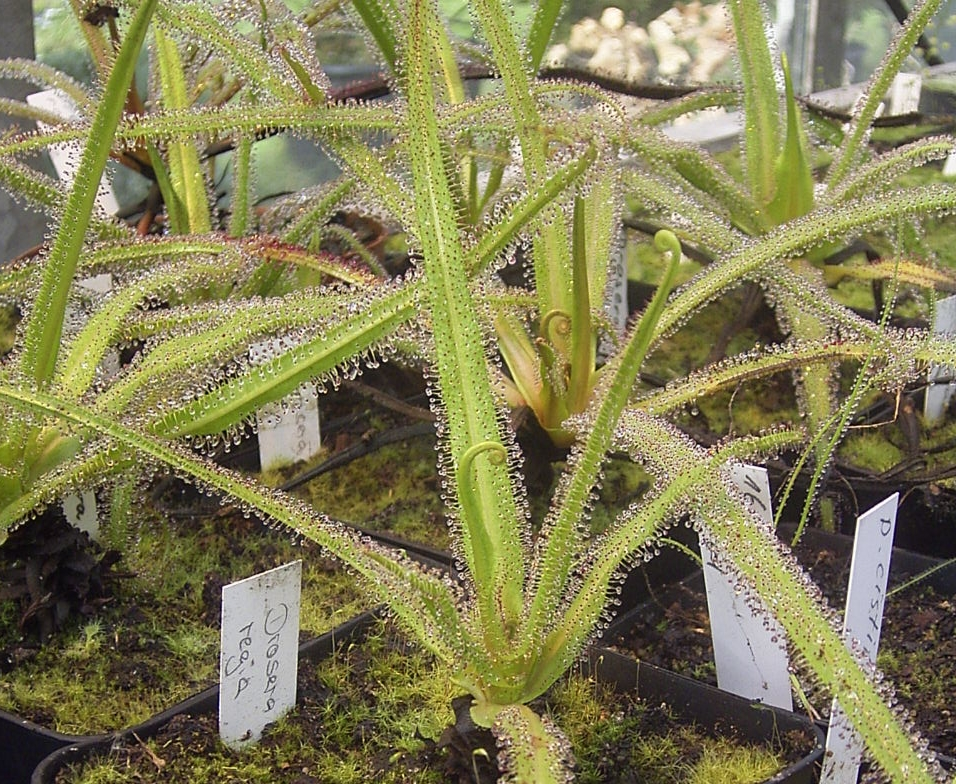
Drosera regia

| Drosera regia |